# Master and Servant
Master and Servant este o piesă a formației britanice Depeche Mode. Piesa a apărut pe albumul Some Great Reward, în 1984.
1. 1 2  ISWC-Net, accesat în 26 mai 2020